# 島本哲朗
島本 哲朗（しまもと てつろう、1961年9月13日 - ）は、日本の経済学者。博士（経済学）（京都大学）。専門はマクロ経済学。京都大学大学院経済学研究科教授。

## 人物
兵庫県出身。1984年京都大学経済学部卒業、1986年一橋大学大学院経済学研究科修士課程修了、1989年一橋大学大学院経済学研究科博士後期課程単位修得退学。指導教官は石弘光。
一橋大学経済学部助手、横浜国立大学経済学部助教授、横浜国立大学大学大学院国際社会科学研究科助教授、京都大学大学院経済学研究科助教授を経て、2010年から京都大学大学院経済学研究科経済学専攻教授。
マクロ経済学専攻で、中央銀行の研究等を行い、2006年には「中央銀行による情報開示に関する理論的考察」で京都大学から博士（経済学）の学位を取得。

## 著書
- 『情報社会における中央銀行　情報集合の誤認という視点から(京都大学経済学叢書 ; 9)』有斐閣，2007年3月